# Loundraw
loundraw（ラウンドロー、男性、1994年12月2日 - ）は、日本のイラストレーター・漫画家・小説家・作詞家・アニメーション監督・アニメーター。福井県出身。九州大学芸術工学部卒業。FLAT STUDIO (THINKR) 、ストレートエッジ、CHRONICLE所属。
2013年、永田ガラ著『星の眠る湖へー愛を探しにー』（メディアワークス文庫）のカバーイラストでデビュー。『君の膵臓をたべたい』（双葉社）、『我もまたアルカディアにあり』（早川書房）、『僕はロボットごしの君に恋をする』（河出文庫）などの装画を担当している。
CLIP STUDIO PAINT、ペイントツールSAI、Adobe PhotoshopなどのPCソフトを用いた作品を手掛ける。

## 略歴
- 2013年 - 高校卒業後、九州大学へ入学。ムック『touch』vol.12（晋遊舎）にイラストが掲載される。小説の装画を担当しイラストレーターとしてデビュー。
- 2014年 -『ILLUSTRATION 2014』にイラストが掲載される。〔少女庭園〕（早川書房）などの装画を担当。
- 2015年 -『ILLUSTRATION ARTIST 150』に掲載される。住野よる著『君の膵臓をたべたい』（双葉社）などの装画を担当。
- 2016年 - 液晶ペンタブレットを導入。初の画集となる 『Hello,light.~loundraw art works~』（双葉社）を発売。
- 2017年 - 大学卒業後、上京。アニメ『月がきれい』のキャラクター原案を担当[4]。音楽ユニット『CHRONICLE』でもビジュアルアーティストとして活動を始め、1st Track『君のいる場所』を公開[5]。また、初の個展となる『loundraw原画展「夜明けより前の君へ」』を開催[6]。
- 2018年 - 『ダ・ヴィンチ』（KADOKAWA）にて初の小説作品となる『イミテーションと極彩色のグレー』を連載[7]。
- 2019年 -  1月11日にアニメーションスタジオ、「FLAT STUDIO」の設立を発表[8]。
- 2020年 -  「FLAT STUDIO」から、自身が監督を務める日本エステティック業協会（AEA）コンセプトムービー『十年分の私へ』を公開[9]。
- 2021年 -  短編アニメ映画『サマーゴースト』で、キャリア初の映画監督を務める[10]。

## 人物
「loundraw」というペンネームは自身が中二の時に考案したもので、"loud"（大きく響き渡る）、"surround"（興味を引く）、 "draw"（絵を描く）の三つの単語を組み合わせて作られており、「絵を描いて、興味を引いて、たくさんの人に知られたい」という思いからつけられた。

## 活動一覧

### 書籍装画/商品キービジュアル/キャラクターデザイン
2013年
- 『星の眠る湖へー愛を探しにー』（著/永田ガラ、メディアワークス文庫）
- 『僕の小規模な自殺』（著/入間人間、メディアワークス文庫）

2014年
- 『〔少女庭国〕』（著/矢部嵩、早川書房）
- 『エウロパの底から』（著/入間人間、メディアワークス文庫）
- 『ふわふわさんがふる』（著/入間人間、電撃文庫）

2015年
- 『おともだちロボ　チョコ』（著/入間人間、電撃文庫）
- 『エル・シオン』（著/香月日輪、徳間書店）
- 『君の膵臓をたべたい』（著/住野よる、双葉社）
- 『我もまたアルカディアにあり』（著/江波光則、早川書房）
- 『みずは無間』（著/六冬和生、早川書房）
- 『記憶屋』（著/織守きょうや、角川ホラー文庫）
- 『緑と赤』（著/深沢潮、実業之日本社）
- 『昨日の君は、僕だけの君だった』（著/藤石波矢、幻冬舎）
- 『創薬探偵から祝福を』（著/喜多喜久、新潮社）
- 『僕は君を殺せない』（著/長谷川夕、集英社）

2016年
- 『また、同じ夢を見ていた』（著/住野よる、双葉社）
- 『放課後スプリング・トレイン』（著/吉野泉、東京創元社）
- 『古書街キネマの案内人　おもいでの映画の謎、解き明かします』（著/大泉貴、宝島社）
- 『遠い国のアリス』（著/今野敏、徳間書店）
- 『あやかし兄弟と桜の事件簿』（著/妃川螢、富士見書房）
- 『狩猟家族』（著/篠原悠希、光文社）
- 『大丈夫、あのブッダも家族に悩んだ』（著/草薙龍瞬、海竜社）
- 『たとえば、すぐりとおれの恋』（著/はらだみずき、祥伝社）
- 『記憶屋II（著/織守きょうや、角川ホラー文庫）
- 『星やどりの声』（著/朝井リョウ、角川文庫）
- 『拝啓、十年後の君へ。』（著/天沢夏月、メディアワークス文庫）
- 『記憶屋III』（著/織守きょうや、角川ホラー文庫）
- 『西洋古家具店アシュリと白い猫』（著/岡篠名桜、光文社）
- 『にじゅうよんのひとみ』（著/吉田恵里香、キノブックス）
- 『THE MANZAI 』(著/あさのあつこ、ポプラ社）
- 『霊感検定』（著/織守きょうや、講談社）
- 『元町クリーニング屋　横浜サンドリヨン～洗濯ときどき謎解き～』（著/森山あけみ、マイナビ出版）
- 『きみと、もう一度』（著/櫻いいよ、スターツ出版）
- 『世界が記憶であふれる前に』（著/岡本貴也、小学館）
- 『ノーウェアマン』（著/朝倉ユキト、星海社）
- 『虹を待つ彼女』（著/逸木裕、KADOKAWA）
- 『ラスト・ゲーム』（著/かな、スターツ出版）
- 『恋のゴンドラ』（著/東野圭吾、実業之日本社）
- 『よるのばけもの』（著/住野よる、双葉社）
- 『霊感検定　心霊アイドルの憂鬱』（著/織守きょうや、講談社）

2017年
- 『君に叶わぬ恋をしている』（著/道具小路、富士見L文庫）
- 『×ゲーム』（著/山田悠介、幻冬舎）
- 『君は月夜に光り輝く』（著/佐野徹夜、メディアワークス文庫）
- 『キャプテン　君はなにかができる』（原作/ちばあきお 著/山田明、学研プラス)
- 『全力片想い』（著/田崎くるみ、野いちご文庫）
- 『屋上のテロリスト』（著/知念実希人、光文社）
- 『霊感検定　春にして君を離れ』（著/織守きょうや、講談社）
- 『余命10年』（著/小坂流加、文芸社）
- 『キャプテン　答えより大事なもの』（原作/ちばあきお 著/山田明、学研プラス）
- 『MISSING』(著/本多孝好、角川文庫）
- 『避雷針の夏』（著/櫛木理宇、光文社）
- 『キャプテン　それが青春なんだ』（原作/ちばあきお 著/山田明、学研プラス）
- 『少女は夜を綴らない』（著/逸木裕、KADOKAWA)
- 『この世界にiをこめて』（著/佐野徹夜、メディアワークス文庫）
- 『僕はロボットごしの君に恋をする』（著/山田悠介、河出文庫）
- 『夢が覚めるまで』（原案/loundraw 著/三秋縋、ストレートエッジ）

2018年
- 『ぼくときみの半径にだけ届く魔法』（著/七月隆文、幻冬舎）
- 『星空の16進数』(著/逸木裕、KADOKAWA)
- 『アオハル・ポイント』（著/佐野徹夜、メディアワークス文庫）
- 『中学生の道徳 明日への扉』中学校1-3年（学研）
- 「WIXOSS拡張パックKLAXON」 (TAKARA TOMY)

2019年
- 『君は月夜に光り輝く +Fragments』（著/佐野徹夜、メディアワークス文庫）
- 『記憶屋0』（著/織守きょうや、角川ホラー文庫）

2020年
- 『さよなら世界の終わり』（著/佐野徹夜、新潮文庫）

2021年
- 『Vivy prototype』（著/長月達平 & 梅原英司、WITノベル）

### ビジュアル広告
2016年
- 時計ブランド『ダニエル・ウェリントン』（Daniel Wellington）-  PRイラスト
- 2.5D×Real Sound presents「GIRLS DON'T CRY」vol.3 -  メインビジュアル
- 時計ブランド『ダニエル・ウェリントン』（Daniel Wellington）-  夏キャンペーン用イラスト
- 『SONY MUSICモデルオーディション』（SONY MUSIC）-  イメージイラスト
- 時計ブランド『ダニエル・ウェリントン』（Daniel Wellington）-  CLASSIC BLACKキャンペーンイラスト

2017年
- 「衝撃のスター・ウォーズ展」アーティストイラスト企画（starwars）-  展示イラスト

2018年
- 「第33回ふくい春まつり」 -  ポスター

2020年
- FUJI XEROX SUPER CUP2020 - キービジュアル

### 楽曲関連
2016年
- 『孤犬』（nowisee）- MVコラボイラスト
- 『はじまりの速度』（三月のパンタシア、SONY MUSIC）- CDジャケット、MVキャラクターデザイン、キービジュアル
- 三月のパンタシア×野いちご楽曲ノベライズコンテスト『ブラックボードイレイザー』（三月のパンタシア、SONY MUSIC）-  MVイラスト
- 『アノニマス』（さユリ、Ariola Japan）-  MVアートボード

2017年
- 『あのときの歌が聴こえる』（三月のパンタシア、SONY MUSIC）-  CDジャケットイラスト
- 『シークレットハート』（三月のパンタシア、SONY MUSIC）-  MVイラスト
- 『alphecca』（GeRME）-  MVイラスト
- 『声～VOCALOID Cover Album～』（H△G、ユニバーサルミュージック）-  CDジャケットイラスト
- 資生堂SEA BREEZE CMソング『テトテ with GReeeeN』（whiteeeen、ユニバーサルミュージック）-  CDジャケットイラスト
- 『DOPELAND』（BIGMAMA、RX-RECORDS/UK.PROJECT、著/住野よる）-  CD・小説ジャケットイラスト
- 『君のいる場所』（CHRONICLE）-  作詞、原案
- 『君のいる場所』ミュージックビデオ（CHRONICLE STUDIO）-  監督、脚本、キャラクター原案、キャラクターデザイン

### アニメ
2017年
- 【自主制作】「劇場版アニメ『夢が覚めるまで』予告編」（協力/ANIPLEX、アイムエンタープライズ、MusicRay'n、ストレートエッジ、THINKR）-  脚本、構成、キャラクターデザイン、原画、動画、背景、撮影
- テレビアニメ『月がきれい』（監督/岸誠二、feel./FLYING DOG）- キャラクター原案、キービジュアル、BD/DVDブックケースイラスト
- 『僕はロボットごしの君に恋をする』アニメプロモーションビデオ（A-1 Pictures×THE SxPLAY×loundraw） - キャラクターデザイン

2018年
- 劇場アニメ『名探偵コナン ゼロの執行人』（監督/立川譲、TMS / V1 Studio） - イメージボード

2019年
- 劇場アニメ『名探偵コナン 紺青の拳』（監督/永岡智佳、TMS / V1 Studio） - イメージボード

2020年
- 劇場アニメ『ジョゼと虎と魚たち』（監督/タムラコータロー、ボンズ） - コンセプトデザイン[12]
- 日本エステティック業協会（AEA）コンセプトムービー『十年分の私へ』（監督/loundraw、FLAT STUDIO） - 監督・脚本・キャラクターデザイン・演出・総作画監督・美術監督・動画検査・編集

2021年
- テレビアニメ『Vivy -Fluorite Eye's Song-』（監督/エザキシンペイ、WIT STUDIO/ANIPLEX） - キャラクター原案[13]
- 劇場アニメ『名探偵コナン 緋色の弾丸』（監督/永岡智佳、TMS / V1 Studio） - イメージボード
- Z会×映画 サマーゴースト コラボレーションムービー『一番近くて遠い星』（監督/loundraw、FLAT STUDIO） - 監督・脚本・美術監督・撮影監督・編集
- 劇場短編アニメ『サマーゴースト』（監督/loundraw、FLAT STUDIO）原案・監督・キャラクターデザイン・色彩設計・演出・カラースクリプト・総美術監督・総撮影監督・出演（男性教師役）

2022年
- Z会×loundraw 受験生応援ムービー『ふたり分の証明』（監督/loundraw、FLAT STUDIO） - 監督・脚本・コンテ・キャラクターデザイン・演出・作画監督・原画・カラースクリプト

2023年
- TOHO10周年企画オリジナルショートアニメーション『天体観測』（監督/loundraw、FLAT STUDIO） - 監督・脚本・コンテ・キャラクターデザイン・総作画監督・カラースクリプト

### 漫画
| タイトル                 | 形式 | 掲載                                  | 備考                          |
| ------------------------ | ---- | ------------------------------------- | ----------------------------- |
| Be.Be.儚くもあるがままに | 連載 | grobal manga collection（2016年）     |                               |
| あおぞらとくもりぞら     | 連載 | Pixiv/げんふうけい（2017年 - 連載中） | 原作/三秋縋、ストレートエッジ |

### 小説
| タイトル                       | 形式 | 掲載                  | 備考       |
| ------------------------------ | ---- | --------------------- | ---------- |
| イミテーションと極彩色のグレー | 連載 | ダ・ヴィンチ(2018年） | 挿絵も担当 |

### 著書
2016年
- 『Hello,light. ~loundraw art works~』（双葉社）-  画集

2017年
- 『loundraw first exhibition 2017 夜明けより前の君へ』（ストレートエッジ）-  個展公式図録

2019年
- 『夜明けより前の君へ featuring 君は月夜に光り輝く』-　画集

## 掲載
2013年
- ムック『touch』vol.12（晋遊舎）-  イラスト
- 『デジ絵の描き方入門ガイド』（晋遊舎）-  イラスト
- 『初音ミク Graphics -kaleidoscope-』（KADOKAWA）-  イラスト

2014年
- 『ILLUSTRATION 2014』（翔泳社）-  イラスト
- 『写真を背景に使う 簡単フォト加工・合成テクニック 水のある風景編』（玄光社）-  イラスト

2015年
- 『月刊MdN』2015年3月号（エムディエヌコーポレーション） -  イラスト

- 『EarPhone Girls collection2015』（サエクコマース）-  イラスト
- ライブペインティング動画『Drawing with Wacom』（wacom）-  イラスト、インタビュー
- 『ILLUSTION 2016』（翔泳社）-  イラスト
- 『進研ゼミ中学準備講座』12月号（ベネッセ）-  イラスト

2016年
- 『ILLUSTRATION 2017』（翔泳社）-  イラスト

2017年
- 『pixivイラストレーター年鑑　2017』（pixiv/KADOKAWA）-  イラスト
- 『KAI-YOU』（KAI-YOU）-  インタビュー
- 『MAKEYS』-  インタビュー

- 『福井新聞』（福井新聞）-  インタビュー
- 「loundraw特集」（福井テレビ）
- 『読売新聞』（読売新聞）-  取材
- 『月刊MdN』2017年6月号（エムディエヌコーポレーション） -  表紙イラスト、インタビュー
- 『月刊MdN』2017年9月号（エムディエヌコーポレーション）
- 『美しい情景イラストレーション 魅力的な風景を描くクリエイターズファイル』（パイ　インターナショナル）-  イラスト
- 『涼風の読書フェア2017』（KADOKAWA　メディアワークス文庫）-  イラスト
- 『ダ・ヴィンチ』2017年8月号『住野よる特集』（KADOKAWA）-  扉イラスト
- 『週刊少年マガジン』2017年33号掲載『星野、目をつぶって。』（原作/永椎晃平、講談社）-  コラボイラスト
- 『週刊少年マガジン』2017年33号掲載　永椎晃平、住野よる、loundraw座談会（講談社）
- 『星野、目をつぶって。』(著/永椎晃平、講談社）-  帯コメント
- 『絵師100人 ver.3』（BNN新社）
- 『ILLUSTION 2018』（翔泳社）-  装画、イラスト、対談（有馬トモユキ×loundraw）

2018年
- 『福井で叶えるDREAM』（福井新聞）-  キービジュアル

- 『名探偵コナン　シネママガジン2018』（小学館）-  インタビュー
- 『アニメール』（トムスエンタテインメント）-  インタビュー

- 『CINRA.NET』（CINRA）-  インタビュー
- 『ILLUSTRATION2019』（翔泳社）-   イラスト
- 実写映画『君は月夜に光り輝く』‐　コメント寄稿

## 出演
2017年
- 『loundraw原画展「夜明けより前の君へ」』（ストレートエッジ、THINKR）-  個展主催
- 第25回電撃イラスト大賞 -  審査員

2018年
- 『ハミダシター』（FODプレミアム）- ゲスト
- 『東京旬コレ』（福井放送）-  インタビュー
- 【COMIC】『あおぞらとくもりぞら』１巻、２巻発売記念　loundrawサイン会（SHIBUYA TSUTAYA）[14]

2019年
- 『SKYS THE LIMIT』（FM福井）
- 『夜明けより前の君へ featuring 君は月夜に光り輝く』発売記念サイン会[15]

## 音楽活動
2017年から、音楽ユニット『CHRONICLE』(クロニクル)でビジュアルアーティストとして活動している。
メンバー
- HIDEYA KOJIMA-サウンドクリエイター
- loundraw-ビジュアルアーティスト
- T.B.A-ヴォーカリスト

楽曲
- 1st Track『君のいる場所』

## 作品一覧
| 題名                       | 制作年 | 備考                                                   |
| -------------------------- | ------ | ------------------------------------------------------ |
| 『春にむけて』             | 2010   |                                                        |
| 『集まる。』               | 2010   |                                                        |
| 『悠-yuu-』                | 2010   | 楽曲『悠-yuu-』（まももP）PVイラスト                   |
| 『Lost34』                 | 2010   | 楽曲『Lost34』（まももP）PVイラスト                    |
| 『部屋』                   | 2010   |                                                        |
| 『夏と向日葵と麦わら帽子』 | 2010   | 楽曲『夏と向日葵と麦わら帽子』（まももP）サムネイル    |
| 『room』                   | 2010   | 『初音ミク・アペンド×pixivイラストコンテスト』参加作品 |
| 『Damaged Piano』          | 2010   |                                                        |
| 『desolate place』         | 2010   |                                                        |
| 『Little Forest』          | 2010   | 楽曲『Little Forest』（まももP）サムネイル             |

## メディア

### 新聞
- 学生新聞